# Mabéhiri 1
Mabéhiri 1 este o comună din regiunea Soubre, Coasta de Fildeș.